# Verwaltungsverband Wildenstein
Der Verwaltungsverband Wildenstein ist ein Verwaltungsverband im Freistaat Sachsen im Erzgebirgskreis. Verwaltungsverbände sind Körperschaften des öffentlichen Rechts, dem die zugehörigen Gemeinden alle Verwaltungsaufgaben übertragen haben. Mitgliedsgemeinden sind
- Börnichen/Erzgeb.
- Grünhainichen mit den Ortsteilen Grünhainichen, Waldkirchen und Borstendorf

Der Verwaltungsverband entstand am 29. März 1994 mit den Gemeinden Börnichen, Grünhainichen und Waldkirchen. Aufgrund des Gemeindegebietsreformgesetzes vom 28. Oktober 1998 wurde festgelegt, dass Borstendorf ebenfalls Mitglied des Verbandes werden muss.
Zum 1. März 2009 fusionierte Waldkirchen und zum 1. Januar 2015 Borstendorf mit Grünhainichen.
Verbandsvorsitzende und Leiter der gemeinsamen Verwaltung war von 1994 bis 2015 Eckhard Börner, seitdem ist es Kathrin Ardelt.